# Joannice II de Constantinople
Joannice II de Constantinople (en grec : Ιωαννίκιος Β΄) fut quatre fois patriarche de Constantinople :
1. du 16 novembre 1646 au 29 octobre 1648 ;
2. de début juin 1651 à mi-juin 1652 ;
3. de la première décade d’avril 1653 à début mars 1654 ;
4. de mars 1655 à après mi-juillet 1656.